# Velociraptor
Velociraptor ("brzi kradljivac") je rod dromeosaurida koji je živio prije 75 do 71 milijuna godina, tijekom kasne krede. Trenutno su priznate dvije vrste, iako su prije u ovaj rod svrstavane i druge. Nomenklaturalni tip je V. mongoliensis; fosili ove vrste otkriveni su u Mongoliji. Druga vrsta, V. osmolskae, osnovana je 2008. godine na osnovu jedne lubanje iz Unutrašnje Mongolije (Kina).
Manji od dromeosaurida kao što su Deinonychus i Achillobator, Velociraptor je ipak s njima dijelio mnoge anatomske osobine. Bio je dvonožni grabežljivac s perjem, dugim ukrućenim repom i velikom pandžu na drugom prstu noge, za koju se smatra da je služila kao pomoć prilikom lova. Velociraptor se od ostalih dromeosaurida može razlikovati po dugom i niskom lubanjom s uzdignutom njuškom.
Velociraptor (koji se često skraćeno naziva "raptor") je jedan od najpopularnijih dinosaura koji se pojavljuju u medijima zbog svoje istaknute uloge u serijalu fimova Jurski park. On je u njima prikazan s određenim anatomskim greškama; npr. bio je mnogo veći nego u stvarnosti i nije prikazan s perjem. Također je dobro poznat paleontolozima, s obzirom na to da je opisano više od dvanaest skeleta - više nego i u jednog drugog dromeosaurida. Jedan vrlo poznat primjerak prikazuje Velociraptora u borbi s Protoceratopsom.

## Opis
Velociraptor je bio dromeosaurid srednje veličine. Odrasli su bili dugi do 2,07 m, u kukovlju visoki 0,5 m, a teški do 15 kg. Lubanja, duga do 25 cm, bila je upadljivo savijena prema gore, konkavna na gornjoj površini, a konveksna na donjoj. U čeljustima se sa svake strane nalazilo 26 do 28 razmaknutih zuba, više nazubljenih na svom zadnjem rubu nego na prednjem, što je možda prilagodba lovu na brzi plijen.
Velociraptor je, kao i drugi dromeosauridi, imao veliku ruku s tri vrlo zakrivljene pandže, koje su po konstrukciji i fleksibilnosti bile slične kostima krila kod današnjih ptica. Drugi prst je bio najduži, a prvi je bio najkraći. Struktura kostiju ručnog zgloba onemogućavala je okretanje ruke u tom zglobu. Zbog toga je ruke morao držati dlanom prema nazad (prema ostatku tijela), a ne prema dolje (prema tlu). Prvi prst stopala je, kao i kod ostalih teropoda, bio vrlo malen. Međutim, Velociraptor i njegovi srodnici tlo su doticali samo s trećim i četvrtim prstom, dok su ostali teropodi hodali na tri prsta. Drugi prst, po kojem je Velociraptor vrlo poznat, bio je vrlo modificiran i držao ga je iznad tla. Na njemu se nalazila relativno velika pandža u obliku srpa, tipična za dromeosauride i trudontide. Ta pandža, koja je mogla biti duga i do 6,5 cm, vjerojatno je služila u lovu za ranjavanje plijena, a možda je njome i zadavao smrtni udarac.
Velociraptorov rep su učvršćavala dugačka koštana ispupčenja (prezigapofize) na vanjskoj površini kralježaka, kao i okoštale tetive ispod njih. Prezigapofize su počinjale od desetog repnog kralješka i zatezale sljedećih četiri do deset kralježaka, ovisno o poziciji repa. To učvršćivanje rezultiralo je time da se rep ponašao kao prut - vertikalni pokreti između kralježaka bili su onemogućeni. Međutim, pronađen je barem jedan primjerak s repom savijenim ustranu u obliku slova S, što znači da je rep bio znatno fleksibilniji vodoravno. Navedene prilagodbe vjerojatno su davale ravnotežu i stabilnost prilikom skretanja pri velikim brzinama.
Paleontolozi su 2007. godine prijavili otkriće kvrga na podlaktici za koje je bilo pričvršćeno perje, neoborivo dokazavši prisustvo perja kod vrste Velociraptor mongoliensis.

## Povijest
Peter Kaisen je tijekom jedne ekspedicije Američkog prirodoslovnog muzeja u pustinju Gobi 11. kolovoza 1923. godine pronašao prvi fosil Velociraptor poznat znanosti: jednu smrvljenu ali potpunu lubanju s jednom pandžom s drugog nožnog prsta (AMNH 6515). Henry Fairfield Osborn, direktor muzeja, je 1924. godine priključio lubanju i pandžu (za koju je smatrao da se nalazila na ruci živog primjerka) novom rodu, Velociraptor. Taj naziv potiče od latinskog velox ("brzi") i raptor ("pljačkaš") i odnosi se na grabežljiv način života ove životinje. Osborn je nomenklaturalni tip nazvao V. mongoliensis prema zemlji porijekla (Mongolija). Ranije te godine Osborn je bio spomenuo tu životinju u jednom popularnom članku, ali pod nazivom "Ovoraptor djadochtari" (ne smije se pomiješati s rodom Oviraptor). Međutim, jer naziv "Ovoraptor" nije bio objavljen u znanstvenom časopisu i nije imao formalan opis, smatra se da je nomen nudum, pa naziv Velociraptor zadržava prioritet.
Dok je sjevernoameričkim timovima tijekom Hladnog rata pristup komunističkoj Mongoliji bio zabranjen, ekspedicije sovjetskih i poljskih znanstvenika, szajedno s njihovim mongolskim kolegama, otkrile su još nekoliko primjeraka Velociraptora. Najpoznatiji primjerak su legendarni "Dinosaui u borbi" (GIN 100/25), koje je 1971. godine otkrio poljsko-mongolski tim. U ovom primjerku očuvan je jedan Velociraptor u borbi s jednim Protoceratopsom. Taj primjerak se smatra nacionalnim blagom Mongolije, iako ga je 2000. godine za privremenu egzibiciju pozajmio Američki prirodoslovni muzej u Njew Yorku.
Između 1988. i 1990. godine jedan kinesko-kanadski tim je otkrio ostatke Velociraptora u sjevernoj Kini. Američki znanstvenici su se 1990. godine vratili u Mongoliju. Jedna mongolsko-američka ekspedicija u pustinju Gobi, koju su vodili Američki prirodoslovni muzej i Mongolska akademija znanosti, otkrila je nekoliko dobro očuvanih skeleta. Jedan od tih primjeraka, IGM 100/980, dobio je nadimak "Ichabodcraniosaurus" zato što je bio prilično dobro očuvan, ali bez lubanje (odnosi se na Ichaboda Cranea - glavnog junaka Legende o Uspavanoj Dolini, koji na kraju bude obezglavljen). Taj primjerak možda pripada vrsti Velociraptor mongoliensis, ali Norell i Makovicky su zaključili da nije bio dovoljno potpun da bi se to sigurno reklo; još uvijek se očekuje službeni opis.
Za gornju čeljust i suznu kost, koje su otkrivene 1999. godine, zaključeno je da pripadaju rodu Velociraptor, ali ne nomenklaturalnom tipu V. mongoliensis. Pascal Godefroit i kolege su prema tim kostima 2008. godine nazvali novu vrstu V. osmolskae (prema poljskoj paleontologinji Halszki Osmólski).

## Podrijetlo
Svi poznati primjerci vrste Velociraptor mongoliensis otkriveni su u formaciji Djadochta u mongolskoj provinciji Ömnögovi. Vrste Velociraptora također su pronađene u malo mlađoj formaciji Barun Goyot u Mongoliji, iako su one intermedijarni oblici i možda pripadaju nekom srodnom rodu. Smatra se da te geološke formacije potiču iz perioda kampanija (prije 83-70 milijuna godina) iz kasne krede.
V. mongoliensis je pronađen u mnogim najpoznatijim lokalitetima formacije Djadochta. Nomenklaturalni tip pronađen je u Flaming Cliffsu (također zvanom i Bayn Dzak i Shabarakh Usu), a primjerak "Dinosauri u borbi" pronađen je na lokalitetu Tugrig (također zvanom Tugrugeen Shireh). Na poznatim lokalitetima formacije Barun Goyot, Khulsan i Khermeen Tsav, također su pronađeni ostaci koji možda pripadaju rodu Velociraptor ili nekom srodnom rodu. Zubi i nepotpuni ostaci za koje se smatra da pripadaju mladom primjerku vrste V. mongoliensis također su pronađeni u formaciji Bayan Mandahu, plodnom nalazištu u Unutrašnjoj Mongoliji (Kina) koja potiče iz istog perioda kao i formacija Djadochta. Međutim, ti fosili nisu bili pripremljeni ili istraženi 2008. godine. Jedna lubanja odrasle jedinke iz formacije Bayan Mandahu priključena je drugoj vrsti, Velociraptor osmolskae.

### Paleoekologija
Sva fosilna nalazišta iz kojih potiču ostaci Velociraptora prije su bila suha staništa s pješčanim dinama i samo povremeno potocima, iako izgleda da je stanište mlađe formacije Barun Goyot bilo malo vlažnije nego ono starije formacije Djadochta. Pozicija nekih potpunih fosila i njihovo očuvanje u pješčaru, ukazuje na to da je većina primjeraka živa zakopana tijekom pješčanih oluja, koje su vrlo česte u takvim staništima.
U navedenim formacijama bili su prisutni isti rodovi, ali su životinje varirale na nivou vrste. Na primjer, u formaciji Djadochta živjeli su Velociraptor mongoliensis, Protoceratops andrewsi i Pinacosaurus grangeri, dok su u formaciji Bayan Mandahu živjeli Velociraptor osmolskae, Protoceratops hellenikorhinus i Pinacosaurus mephistocephalus. Te razlike možda su nastale zbog fizičke prepreke između te dvije formacije, koje su geografski blizu jedna drugoj. Međutim, jer nije poznato da je ikada postojala ikakva prepreka u tom području, vjerojatnije je da su se formacije Djadochta i Bayan Mandahu razlikovale po vremenu nastanka.
Drugi dinosauri koji su živjeli na istom prostoru kao i V. mongoliensis su trudontid Saurornithoides mongoliensis, oviraptorid Oviraptor philoceratops i dromeosaurid Mahakala omnogovae. V. osmolskae živio je s ceratopsom Magnirostris dodsoni, kao i oviraptoridom Machairasaurus leptonychus i dromeosauridom Linheraptor exquisitus.

## Klasifikacija
Velociraptor je pripadnik potporodice Velociraptorinae, podgrupe veće porodice Dromaeosauridae. U filogenetskoj taksonomiji Velociraptorinae se obično definira kao "svi dromeosauri srodniji Velociraptoru nego Dromaeosaurusu." Klasifikacija dromeosaurida je vrlo nestabilna. U početku se smatralo da u potporodicu Velociraptorinae spada samo Velociraptor. Prema drugim analizama tu spadaju i neki drugi rodovi, obično Deinonychus i Saurornitholestes. Prema nedavnoj kladističkoj analizi, monofiletična potporodica Velociraptorinae sadrži rodove Velociraptor, Deinonychus, Tsaagan i bliskog srodnika (s nesigurnom pozicijom u potporodici) - rod Saurornitholestes.
U prošlosti su se druge vrste dromeosaurida, uključujući Deinonychus antirrhopus i Saurornitholestes langstoni, ponekada svrstavale u rod Velociraptor. S obzirom na to da je Velociraptor prvi dobio naziv, te vrste su preimenovane u Velociraptor antirrhopus i V. langstoni. Međutim, jedine sada priznate vrste su V. mongoliensis i V. osmolskae.
Kada je prvi put opisan 1924. godine, Velociraptor je svrstan u porodicu Megalosauridae, što je bio slučaj s većinom dinosaura mesoždera otkrivenih u to vrijeme (porodica Megalosauridae je, kao i rod Megalosaurus, funkcionirala kao kanta za otpatke za mnoge međusobno nesrodne taksone koji su tako grupirani zajedno). Kako se broj novootkrivenih dinosaura povećavao, Velociraptor je priznat kao dromeosaurid. Barem jedan autor je sve dromeosauride svrstao u porodicu Archaeopterygidae (čime bi se Velociraptor mogao smatrati pticom neletačicom).

## Filogenija
Prema jednom mogućem kladogramu, zasnovanom na jednoj analizi iz 2007. godine, pozicija Velociraptora na evolutivnom stablu je sljedeća:
|         | Shanag                                                  |
|         |                                                         |
|         | Buitreraptor                                            |
|         |                                                         |
| unnamed | \| \| Rahonavis \| \| \| \| \| \| Unenlagia \| \| \| \| |
|         | \| \| Rahonavis \| \| \| \| \| \| Unenlagia \| \| \| \| |
|         | Rahonavis                                               |
|         |                                                         |
|         | Unenlagia                                               |
|         |                                                         |

|  | Rahonavis |
|  |           |
|  | Unenlagia |
|  |           |

|  | Microraptor   |
|  |               |
|  | Graciliraptor |
|  |               |

|         | Shanag                                                  |
|         |                                                         |
|         | Buitreraptor                                            |
|         |                                                         |
| unnamed | \| \| Rahonavis \| \| \| \| \| \| Unenlagia \| \| \| \| |
|         | \| \| Rahonavis \| \| \| \| \| \| Unenlagia \| \| \| \| |
|         | Rahonavis                                               |
|         |                                                         |
|         | Unenlagia                                               |
|         |                                                         |

|  | Rahonavis |
|  |           |
|  | Unenlagia |
|  |           |

|  | Microraptor   |
|  |               |
|  | Graciliraptor |
|  |               |

|         | Saurornitholestes                                            |
|         |                                                              |
| unnamed | \| \| Deinonychus \| \| \| \| \| \| Velociraptor \| \| \| \| |
|         | \| \| Deinonychus \| \| \| \| \| \| Velociraptor \| \| \| \| |
|         | Deinonychus                                                  |
|         |                                                              |
|         | Velociraptor                                                 |
|         |                                                              |

|  | Deinonychus  |
|  |              |
|  | Velociraptor |
|  |              |

|         | Saurornitholestes                                            |
|         |                                                              |
| unnamed | \| \| Deinonychus \| \| \| \| \| \| Velociraptor \| \| \| \| |
|         | \| \| Deinonychus \| \| \| \| \| \| Velociraptor \| \| \| \| |
|         | Deinonychus                                                  |
|         |                                                              |
|         | Velociraptor                                                 |
|         |                                                              |

|  | Deinonychus  |
|  |              |
|  | Velociraptor |
|  |              |

|         | Adasaurus                                                   |
|         |                                                             |
|         | Dromaeosaurus                                               |
|         |                                                             |
| unnamed | \| \| Achillobator \| \| \| \| \| \| Utahraptor \| \| \| \| |
|         | \| \| Achillobator \| \| \| \| \| \| Utahraptor \| \| \| \| |
|         | Achillobator                                                |
|         |                                                             |
|         | Utahraptor                                                  |
|         |                                                             |

|  | Achillobator |
|  |              |
|  | Utahraptor   |
|  |              |

|         | Saurornitholestes                                            |
|         |                                                              |
| unnamed | \| \| Deinonychus \| \| \| \| \| \| Velociraptor \| \| \| \| |
|         | \| \| Deinonychus \| \| \| \| \| \| Velociraptor \| \| \| \| |
|         | Deinonychus                                                  |
|         |                                                              |
|         | Velociraptor                                                 |
|         |                                                              |

|  | Deinonychus  |
|  |              |
|  | Velociraptor |
|  |              |

|         | Saurornitholestes                                            |
|         |                                                              |
| unnamed | \| \| Deinonychus \| \| \| \| \| \| Velociraptor \| \| \| \| |
|         | \| \| Deinonychus \| \| \| \| \| \| Velociraptor \| \| \| \| |
|         | Deinonychus                                                  |
|         |                                                              |
|         | Velociraptor                                                 |
|         |                                                              |

|  | Deinonychus  |
|  |              |
|  | Velociraptor |
|  |              |

|         | Adasaurus                                                   |
|         |                                                             |
|         | Dromaeosaurus                                               |
|         |                                                             |
| unnamed | \| \| Achillobator \| \| \| \| \| \| Utahraptor \| \| \| \| |
|         | \| \| Achillobator \| \| \| \| \| \| Utahraptor \| \| \| \| |
|         | Achillobator                                                |
|         |                                                             |
|         | Utahraptor                                                  |
|         |                                                             |

|  | Achillobator |
|  |              |
|  | Utahraptor   |
|  |              |

|         | Shanag                                                  |
|         |                                                         |
|         | Buitreraptor                                            |
|         |                                                         |
| unnamed | \| \| Rahonavis \| \| \| \| \| \| Unenlagia \| \| \| \| |
|         | \| \| Rahonavis \| \| \| \| \| \| Unenlagia \| \| \| \| |
|         | Rahonavis                                               |
|         |                                                         |
|         | Unenlagia                                               |
|         |                                                         |

|  | Rahonavis |
|  |           |
|  | Unenlagia |
|  |           |

|  | Microraptor   |
|  |               |
|  | Graciliraptor |
|  |               |

|         | Shanag                                                  |
|         |                                                         |
|         | Buitreraptor                                            |
|         |                                                         |
| unnamed | \| \| Rahonavis \| \| \| \| \| \| Unenlagia \| \| \| \| |
|         | \| \| Rahonavis \| \| \| \| \| \| Unenlagia \| \| \| \| |
|         | Rahonavis                                               |
|         |                                                         |
|         | Unenlagia                                               |
|         |                                                         |

|  | Rahonavis |
|  |           |
|  | Unenlagia |
|  |           |

|  | Microraptor   |
|  |               |
|  | Graciliraptor |
|  |               |

|         | Saurornitholestes                                            |
|         |                                                              |
| unnamed | \| \| Deinonychus \| \| \| \| \| \| Velociraptor \| \| \| \| |
|         | \| \| Deinonychus \| \| \| \| \| \| Velociraptor \| \| \| \| |
|         | Deinonychus                                                  |
|         |                                                              |
|         | Velociraptor                                                 |
|         |                                                              |

|  | Deinonychus  |
|  |              |
|  | Velociraptor |
|  |              |

|         | Saurornitholestes                                            |
|         |                                                              |
| unnamed | \| \| Deinonychus \| \| \| \| \| \| Velociraptor \| \| \| \| |
|         | \| \| Deinonychus \| \| \| \| \| \| Velociraptor \| \| \| \| |
|         | Deinonychus                                                  |
|         |                                                              |
|         | Velociraptor                                                 |
|         |                                                              |

|  | Deinonychus  |
|  |              |
|  | Velociraptor |
|  |              |

|         | Adasaurus                                                   |
|         |                                                             |
|         | Dromaeosaurus                                               |
|         |                                                             |
| unnamed | \| \| Achillobator \| \| \| \| \| \| Utahraptor \| \| \| \| |
|         | \| \| Achillobator \| \| \| \| \| \| Utahraptor \| \| \| \| |
|         | Achillobator                                                |
|         |                                                             |
|         | Utahraptor                                                  |
|         |                                                             |

|  | Achillobator |
|  |              |
|  | Utahraptor   |
|  |              |

|         | Saurornitholestes                                            |
|         |                                                              |
| unnamed | \| \| Deinonychus \| \| \| \| \| \| Velociraptor \| \| \| \| |
|         | \| \| Deinonychus \| \| \| \| \| \| Velociraptor \| \| \| \| |
|         | Deinonychus                                                  |
|         |                                                              |
|         | Velociraptor                                                 |
|         |                                                              |

|  | Deinonychus  |
|  |              |
|  | Velociraptor |
|  |              |

|         | Saurornitholestes                                            |
|         |                                                              |
| unnamed | \| \| Deinonychus \| \| \| \| \| \| Velociraptor \| \| \| \| |
|         | \| \| Deinonychus \| \| \| \| \| \| Velociraptor \| \| \| \| |
|         | Deinonychus                                                  |
|         |                                                              |
|         | Velociraptor                                                 |
|         |                                                              |

|  | Deinonychus  |
|  |              |
|  | Velociraptor |
|  |              |

|         | Adasaurus                                                   |
|         |                                                             |
|         | Dromaeosaurus                                               |
|         |                                                             |
| unnamed | \| \| Achillobator \| \| \| \| \| \| Utahraptor \| \| \| \| |
|         | \| \| Achillobator \| \| \| \| \| \| Utahraptor \| \| \| \| |
|         | Achillobator                                                |
|         |                                                             |
|         | Utahraptor                                                  |
|         |                                                             |

|  | Achillobator |
|  |              |
|  | Utahraptor   |
|  |              |

## Paleobiologija

### Grabežljivost
Kod primjerka "Dinosauri u brobi", pronađenog 1971. godine, očuvani su Velociraptor mongoliensis i Protoceratops andrewsi u brobi. Ovaj primjerak daje nam direktne dokaze o grabežljivom ponašanju Velociraptora. Kada je prvi put prijavljen, hipoteziralo se da su se te dvije životinje udavile. Međutim, jer su očuvane u naslagama koje su prije bile pješčane dine, sada se smatra da ih je zakopao pijesak, bilo zbog toga što se dina urušila ili zbog pješčane oluje. Prema poziciji u kojoj su dva dinosaura očuvana, može se zaključiti da su bili zakopani vrlo brzo. Zadnji ud i oba prednja uda Protoceratopsa nisu pronađeni, što dokazuje da su se neke životinje kasnije hranile strvinom. Usporedbe između koštanih prstenova u očima kod Velociraptora, Protoceratopsa i današnjih ptica pokazuju da je Velociraptor vjerojatno bio aktivan noću, a da je Protoceratops bio aktivan u kratkim intervalima tijekom dana; borba se stoga vjerojatno desila u zoru ili suton, ili u situaciji kada nije bilo mnogo svjetla.
Upadljiva pandža na drugom nožnom prstu kod dromeosaurida smatrala se kao oružje za rezanje; njena pretpostavljena primjena bila je za rezanje plijena i vađenje njegove utrobe. Kod primjerka "Dinosauri u brobi" Velociraptor leži ispod Protoceratopsa, s jednom svojom pandžom u grlu Protoceratopsa, dok je ovaj drugi svojim kljunom ukliještio desnu ruku napadača. Velociraptor je vjerojatno pokušavao probiti vitalne organe u grlu, kao što su jugularna vena, zajednička arterija glave ili dušnik, a ne one u abdomenu. Unutrašnji rub pandže bio je zaobljen i ne baš oštar, što je možda onemogućavalo rezanje; ipak, do sada je pronađeno samo koštano središte pandže. Debela koža na abdomenu i mišići velikog plijena bili bi teški za rezanje bez površine specijalizirane za tu funkciju. Hipoteza da je Velociraptor koristio pandžu za rezanje testirana je u BBC-jevom dokumentarnom filmu The Truth About Killer Dinosaurs. Producenti su stvorili umjetnu nogu Velociraptora s pandžom i koristili stomak svinje u svrhu simulacije njegovog plijena. Iako pandža jeste probila kožu na abdomenu, nije ga uspjela rasporiti, što znači da njome Velociraptor nije mogao vaditi iznutrice plijena. Međutim, taj eksperiment nije bio objavljen, niti su ga ponovili drugi znanstvenici, pa se stoga rezultati ne mogu potvrditi.
Ostaci Deinonychusa, bliskog srodnika Velociraptora, često se pronađu u grupama. Deinonychus je također pronađen s velikim biljožderom, Tenontosaurusom, što se smatra dokazom za kooperativan lov. Jedini sigurni dokazi za društveno ponašanje među dromeosauridima su očuvani tragovi šest jedinki neke velike vrste, pronađeni u Kini; jedinke su se kretale zajedno, ali nije bilo dokaza o kooperativnom lovu. Iako je u Mongoliji pronađeno mnogo izoliranih fosila Velociraptora, u njihovoj blizini nisu pronađeni ostaci drugih jedinki. Na osnovu toga, postoje samo ograničeni dokazi koji podržavaju tu teoriju za dromeosauride općenito, a ne postoje nikakvi dokazi za to koji se odnose specifično na Velociraptora. Teorija o lovu u čoporu zasnovana je na otkriću nekoliko primjeraka Deinonychusa blizu ostataka Tenontosaurusa. Ostaci niti jedne druge grupe dromeosaurida nisu pronađeni u grupi.

### Strvinarstvo
Hone i kolege su 2010. godine objavili članak o svom otkriću zuba Velociraptora blizu čeljusti Protoceratopsa s tragovima zuba na njoj (formacija Bayan Mandahu, 2008. godine). Autori su zaključili da se taj Velociraptor hranio prilično starom strvinom, zato što bi kod svježeg ulova kidao meso s drugih dijelova tijela. Ovo otkriće podržava zaključak donesen kod primjerka "Dinosauri u borbi", odnosno da je Protoceratops bio dio ishrane Velociraptora.

### Metabolizam
Velociraptor je vjerojatno bio toplokrvan do nekog stupnja, jer je zahtijevao znatnu količinu energije za lov. Današnje životinje koje su pokrivene krznom ili perjem, kao što je i Velociraptor bio, obično su toplokrvne, jer krzno i perje djeluje kao inzulacioni mateirjal. Međutim, stope rasta kostiju kod dromeosaurida i nekih ptica ukazuju na intermedijaran metabolizam. Kivi je po anatomiji, tipu perja kojim je pokriven, strukturi kostiju i uskim nazalnim šupljinama (koje su obično glavni indikator tipa metabolizma) vrlo sličan dromeosauridima. Kivi je vrlo aktivna, specijalizirana ptica neletačica sa stabilnom tjelesnom temperaturom i vrlo malom potrebom za odmaranje, što ga čini dobrim modelom za proučavanje metabolizma primitivnih ptica i dromeosaurida.

### Perje
Za dromeosauride primitivnije od Velociraptora dokazano je da su bili pokriveni perjem i da su imali sasvim razvijena krila. Činjenica da su njegovi preci imali perje i možda bili sposobni za let dugo je nagovještavala paleontolozima da je Velociraptor također imao perje, jer danas čak i ptice neletačice nisu izgubile svoje perje.
Znanstvenici su u rujnu 2007. godine u Mongoliji našli vrlo dobro očuvan primjerak Velociraptora s kvrgama na podlaktici za koje je bilo pričvršćeno perje. Njihovo prisustvo pokazuje da je Velociraptor imao perje. Prema paleontologu Alanu Turneru,
Koautor Mark Norell, kurator fosila gmazova, vodozemaca i ptica u Američkom prirodoslovnom muzeju, također se osvrnuo na navedeno otkriće:
Prema Turneru i koautorima Norellu i Peteru Makovickyju, kvrge za perje se ne mogu naći kod svih pretpovijesnih ptica, ali njihovo nepostojanje ne znači da ta životinja nije imala perje - plamenci, na primjer, nemaju te kvrge. Međutim, njihovo postojanje potvrđuje da je Velociraptor imao razvijeno perje. Primjerak na kojem su pronađene kvrge (IGM 100/981) predstavlja životinju dugu 1,5 m i tešku oko 15 kilograma. Prema razmaku između kvrga, autori su pretpostavili da je Velociraptor imao 14 sekundarnih pera, dok je Archaeopteryx imao 12 ili više, Microraptor 18, a Rahonavis 10. Takve varijacije između vrsta u bliskom srodstvu se, kako tvrde autori, može i očekivati, jer slične varijacije postoje i kod današnjih ptica.
Turner i kolege su interpretirali prisustvo perja kod Velociraptora kao dokaz protiv ideje da su veći maniraptori, koji nisu mogli letjeti, sekundarno izgubili perje zbog veće veličine tijela. Nadalje, napomenuli su da se kvrge za perje gotovo nikada ne može naći kod današnjih ptica neletačica, a njihovo prisustvo kod Velociraptora (za kojeg se smatra da nije mogao letjeti zbog svoje veličine i kratkih prednjih udova) predstavlja dokaz da su preci dromeosaurida mogli letjeti; tako su Velociraptor i drugi veliki pripadnici ove porodice bili sekundarno neletači, iako je moguće i da je veliko krilno perje kod predaka Velociraptora imalo neku drugu funkciju osim leta. Moguće je da je kod Velociraptora služilo da udvaranje, pokrivanje gnijezda tijekom gniježđenja ili za dodatnu brzinu i potisak prilikom trčanja uz strmine.

### Patologija
Na jednoj lubanji vrste Velociratoptor mongoliensis nalaze se dva paralelna reda malenih rupa čija je međusobna udaljenost i veličina ista kao kod zuba Velociraptora. Znanstvenici smatraju da je tu ranu vjerojatno nanio drugi Velociraptor tijekom borbe. S obzirom na to da kod te rane ne postoje znaci izlječenja, jedinka u pitanju je vjerojatno umrla od nje.

## U popularnoj kulturi
Velociraptor je poznat po svojoj ulozi krvoločnog i lukavog grabežljivca u romanu Jurski park (Michael Crichton, 1990.) i istoimenom filmu kojeg je 1993. godine napravio Steven Spielberg; u njemu je bio glavni antagonist. "Raptori" u Jurskom parku napravljeni su prema svom većem srodniku, Deinonychusu, kojeg je Gregory Paul u to vrijeme zvao Velociraptor antirrhopus. Paleontolozi u spomenutom filmu i romanu iskopaju skelet "Velociraptora" u Montani, daleko od srednjoazijskog areala Velociraptora, ali u arealu Deinonychusa. Jedan lik u Crichtonovom romanu kaže da se "...Deinonychus sada smatra jednim od velociraptora", što znači da je Crichton koristio Paulovu taksonomiju, iako se "raptori" u romanu navode kao V. mongoliensis.
Filmotvorci su također radi dramatike povećali veličinu Velociraptora i promijenili oblik njuške. Uz to, njihovi prednji udovi bili su po strukturi i poziciji drukčiji nego kod pravih dromeosaurida, a rep je bio prekratak i previše pokretljiv; to su anatomske greške koje su u direktnoj kontradikciji s fosilnim nalazima. Još jedna upadljiva greška je nedostatak perja u filmskoj verziji Velociraptora. Velociraptor je, u stvarnosti, kao i mnogi drugi dromeosauridi, imao perje. Jurski park i Jurski park: Izgubljeni svijet su, međutim, stvoreni prije nego što je to bilo poznato. U Jurskom parku 3 Velociraptori su na stražnjem dijelu glave i vrata imali strukture nalik na perje, ali ono nije uopće slično paperjastom perju koje je nađeno kod dromeosaurida; također postoje dokazi da je Velociraptor imao sasvim razvijeno perje slično onom kod današnjih ptica. Također u Jurskom parku 3 Dr. Alan Grant (Sam Neill) izjavljuje da su Velociraptori bili inteligentniji od delfina, kitova i nekih primata. Sudeći samo prema fosilnim dokazima, to je nemoguće potvrditi - u pitanju je jednostavno nagađanje.
Zbog uspjeha mnogih produkata vezanih za Jurski park, Velociraptor je postao jedna od sveprisutnih reprezentacija dinosaura u popularnoj kulturi. Prikazan je u mnogim animiranim filmovima, kompjuterskim igricama, televizijskim serijama za djecu i kao igračka. Pojavio se i u nekim dokumentarnim filmovima. Gradu Torontou je 1995. godine dodijeljen košarkaški klub koji je nazvan Toronto Raptors.

## Vanjske poveznice
- American Museum of Natural History. "Fighting Dinosaurs: New Discoveries from Mongolia: Videos." c.2000.  Three videos related to a fight between Protoceratops and Velociraptor.
- Hartman, Scott.  "Velociraptor."  Arhivirana inačica izvorne stranice od 2. svibnja 2006. (Wayback Machine) SkeletalDrawing.com. Several artistic renditions of Velociraptor.